# Sport Vallejo
El Club Social Cultural Deportivo Sport Vallejo es un club de fútbol peruano, con sede en la ciudad de Trujillo en el Departamento de La Libertad. Fue fundado el 1 de octubre del 2002 y participa en la Copa Perú.

## Historia
Sport Vallejo es una filial del club Universidad César Vallejo. Fue fundado en las aulas universitarias de la misma universidad el 1 de octubre del 2002, rápidamente pudo superar las instancias previas para llegar a la primera división trujillana y de ahí, dejar en el camino de la etapa departamental a clubes tradicionales como Carlos A. Mannucci y el de la Universidad Nacional de Trujillo. Mientras el equipo profesional peleaba en la Primera División por hacerse de un nombre propio en la escena nacional, el Vallejito, como se le conoce de cariño, hizo una gran campaña en el año 2004, llegando hasta la final de la Etapa Regional, perdiendo contra el José Gálvez en un partido extra en Lima.
Al año siguiente, la crisis deportiva que envolvía al equipo profesional y que al final culminó con su descenso de categoría también alcanzó al equipo amateur, quedando eliminado en la Etapa Departamental de la Copa Perú.
El 2006 sonrió nuevamente al equipo universitario. Luego de un largo camino de muchos meses, por primera vez en su historia accedió a la Etapa Nacional de la Copa Perú 2006; pero en esa oportunidad tuvo al frente al Juan Aurich de Chiclayo que lo sacó de carrera.
En 2022 no fue parte del torneo distrital y perdió la categoría.

## Uniforme
- Uniforme titular: Camiseta celeste, short azul oscuro y medias celestes.
- Uniforme alternativo: Camiseta blanca, short blanco y medias celestes.

## Entrenadores
- Juan Caballero (2003)
- Salomón Paredes (2010)
- Juan Caballero (2013)

## Palmarés

### Torneos regionales
- Liga Departamental de La Libertad (2): 2006, 2007.
- Liga Provincial de Trujillo: 2006, 2007, 2010.
- Liga Distrital de Trujillo: 2010, 2014.
- Subcampeón regional de la Región II: 2006.
- Subcampeón Liga Departamental de La Libertad: 2004.
- Subcampeón Liga Distrital de Trujillo: 2004, 2006.
- Segunda División Distrital de Trujillo (1): 2003.
- Tercera División Distrital de Trujillo (1): 2002.